# Ali-Baba Bound
Ali-Baba Bound é um filme da Warner Bros. de 1940, do desenho animado Looney Tunes dirigido por Bob Clampett. O curta foi lançado em 10 de fevereiro de 1940, e é estrelado pelo Gaguinho. O título é uma paródia da música I'm Alabama Bound, e a história é uma paródia do clássico Beau Geste.

## Sinopse
O legionário Gaguinho descobre que o chefe árabe Ali-Babá e seus capangas planejam atacar o forte da Legião Estrangeira Francesa; cabe a ele avisar o forte.

## Colorização
O desenho passou por remasterizações e foi colorizado em 1968, com colorização redesenhada, e novamente em 1992, usando colorização por computador. Na versão colorida redesenhada, o turbante marrom está escrito incorretamente como "Brown Lurbon".

## Mídia doméstica
- DVD: Porky Pig 101 (P&B, sem cortes)